# ウガヤフキアエズ王朝
ウガヤフキアエズ王朝（ウガヤフキアエズおうちょう）は、偽書とされる古文書の中で日本にかつて存在したとされる古代王朝である。

## 概説
『ウエツフミ』「竹内文献」『神伝上代天皇紀』などの古史古伝に記載されている神武天皇以前の古代王朝で、火火出見命の子の鵜葺草葺不合命が開いた王朝とされる。
鵜葺草葺不合命は、『古事記』、『日本書紀』の中では、神武天皇の父とされている。『ウエツフミ』、「竹内文献」、『神伝上代天皇紀』などの中では神武以前に何代か続いた王朝の始祖とされている。しかし、これらの文書の中でも天皇の数や王朝の継続期間は一致していない。そもそもこれらの文書は史料価値が認められておらず、ウガヤフキアエズ王朝とは近代以降に偽作された架空の王朝だとするのが妥当であるとされている。
具体的な内容は、『ウエツフミ』「竹内文献」によるウガヤ朝、「宮下文書」によるウガヤ朝、『上代天皇紀』によるウガヤ朝と、大きく三系統にわかれる。誤解が広まっているが、「九鬼文書」にはウガヤ朝についての詳細な記述はない。
本来は「ウガヤ朝」といっていた。「竹内文献」では「不合朝」（あえずちょう）とよび、「富士宮下文書」では「宇家潤不二合須国世」（うがやふじあわすのくにのよ）などという。
「ウガヤ朝」という言葉を広めたのは吾郷清彦である。昔は、神話にでてくるニニギ・ホホデミ・ウガヤフキアエズの親子三代を、神武朝や仁徳朝、天武朝、桓武朝などのような言葉と同じような意味でニニギ朝・ホホデミ朝・ウガヤフキアエズ朝といい、この三代をあわせて「高千穂三朝」（日向三代）といっていた。はじめ、吾郷清彦はこのような意味合いでウガヤフキアエズ朝を略して「ウガヤ朝」といっていた。これを「ウガヤ王朝」と書いて、あたかも皇室とは別の古代王朝が存在したかのような紛らわしい表現を発案したのは別の歴史本ライターである。
『ウエツフミ』によると、祖母山に天孫降臨したニニギの命は、この山の周辺に最初の都「二上(ふたのぼり)の大宮」を建設し、そこから大野川を下って大分市内の南大分あたりに「大分（おおきた）の宮」を構えて首都とし、現在の霊山（りょうぜん）に八咫鏡を祀る社を建てたとある。その孫である初代・ウガヤフキアエズの命の時代には、この地からタケルと呼ばれる国司を任命して、ほぼ全国を統治しており、その地名と実際に任命された人物名までが正確に記録されている。

## 『ウエツフミ』・「竹内文献」におけるウガヤ朝

### 『ウエツフミ』・「竹内文献」の共通点
『ウエツフミ』によればウガヤ朝は74代、「竹内文献」によれば72代続いたが、兄弟相続等もあるので世代数でいうと62世代。神武天皇とその兄・五瀬命は第62世代にあたる（ただしこれは女帝を経由して数えたもので男女混系での世代数。純粋に男系だけでたどると55世）。五瀬命も即位していて第72代（最終代）にあたる。
- ウガヤ朝の女帝

このうち19人は女帝である。女帝の配偶者は『ウエツフミ』では「ヨサキヲ」（「竹内文献」では「世幸男」と表記）と呼ぶ。皇太女（女性皇太子）の婿は「タトリヲ」といい、皇太女が女帝になると「ヨサキヲ」に昇格する。しかし、独身の皇太女が即位にともなって、はじめてヨサキヲを迎える例の方が多い。また男帝か女帝かを問わず、生涯独身だった天皇が何人かいる。ヨサキヲは、必ず皇胤（男帝の男系子孫）であるため、女帝が数代連続するケースがあるが、男系でのつながりは途切れない（皇子か皇孫か皇曽孫か皇玄孫であるが皇孫が多い。玄孫だと途中に別の女帝のヨサキヲがいる場合もある）。

### 『ウエツフミ』・「竹内文献」の相違点
『ウエツフミ』では、第74代ウガヤフキアエズの命も存在する。その幼少期の名前は「カムヌナガワミミの命」と書かれており、綏靖天皇（すいぜいてんのう）のことと解される（宗像本第39綴第4章）。のちに「ホホデミの命」と改名したとあり、日本書紀における神武天皇の別名をも襲名したと解される。この後、ウエツフミの記述は途切れてしまうので、綏靖天皇の治世や人物像についての詳細は不明である。
「竹内文献」では17代女帝には天津馬鞍之男尊という世幸男がいたことになっている。しかし『ウエツフミ』では17代女帝は生涯独身であり、アマツマクラノオノミコトは宿老級の大臣として登場し、女帝と結婚したような様子はまったくない。また『ウエツフミ』では48代と49代の間に、47代女帝が事実上の重祚をしているがこれは代数に数えられておらず、摂政あつかいのようになっている。しかし「竹内文献」では48代から49代に直接譲位したことになっていて、47代女帝が再登場したような記述はない。
『ウエツフミ』は54代の後半の記事から68代までの記事が散逸して失われている。吾郷清彦によると、「竹内文献」は歴史内容の叙述は『ウエツフミ』とまったく違っているものの、系図部分は『ウエツフミ』と一致しているため、『ウエツフミ』の散逸部分を「竹内文献」で補うことができるという。
「竹内文献」は天皇が天之浮船という空を飛ぶ乗り物にのって万国を巡幸する話と越中にあったという皇祖皇太神宮が頻繁に出てくるほか、ミヨイ国、タミアラ国という沈没した大陸や、ヒヒイロカネという謎の金属などが登場する。
しかし『ウエツフミ』には、「星の神々（惑星）が大鳥に乗って高天原（太陽系）を巡幸した」（宗像本第16綴第12章）という天体観測に基づくとされる記述や、「ニギハヤヒら十神が磐船で天降りした」（宗像本第41綴第16章）という旧事本紀と共通する伝承があるが、天皇が空を飛んで世界を巡幸したという描写はないが、神霊現象・神道の祭祀・天文学・産業技術・医学・政治制度・文学（歌謡）・国外との交渉・裁判記録・民間伝承など多岐にわたる。

## 「富士宮下文書」におけるウガヤ朝
「富士宮下文書」によれば、ウガヤ朝は51代続いたとするが、五瀬命は皇太子のまま薨去し即位はしてはいないことになっており代数に数えられていない。また歴代すべて男帝であって女帝は存在しない。また歴代すべて単純な父子相続になっているが「富士宮下文書」では皇統譜にかぎらずすべての系図にこの傾向があり、機械的につなげたにすぎないと思われる。ウガヤ朝の天皇はすべて「神皇」、皇后は「神后」という用語を使っている。
代数に大きな食い違いがあるように見えるが、『ウエツフミ』「竹内文献」の第2代をとばして、第3代が「富士宮下文書」の第2代に当たるとして順次ずらしていくと、「富士宮下文書」の第50代（＝『ウエツフミ』「竹内文献」の第51代）までは名前や山陵地や治世中の事件などがよく一致する。なので『ウエツフミ』「竹内文献」の第52代〜第70代が「富士宮下文書」においては欠落しているらしい。そのあと「富士宮下文書」の第51代が『ウエツフミ』「竹内文献」の第71代にあたる。ただし、『ウエツフミ』「竹内文献」における女帝はすべて一般の皇后にあたる「神后」に、「ヨサキヲ」は一般の天皇に該当する「神皇」に名称が変更されている。
歴史内容は、ごくまれに外寇（外国軍の侵入）と鎮圧などがあるぐらいである。富士山のふもとにあったという阿祖山太神宮の話は、「竹内文献」には一切でてこないが、『ウエツフミ』によると、この地には香香背星之男の長（かかしつつのをのかみ）と呼ばれる勢力があり、ニニギの命の天孫降臨に際して、説得されてウガヤ王朝に合流したとされている。

## 『神伝上代天皇紀』におけるウガヤ朝
『上代天皇紀』のもので、これは代数が全部で72代であるという点が一致しているだけで他の内容（天皇の御名、宮都の場所、山陵地など）はまったく別である。女帝もわずか2名のみで、その代に相当する天皇は『ウエツフミ』や「竹内文献」では男帝になっている。

## 歴代の一覧

### 竹内文献・ウエツフミ
- 55代から68代までは『ウエツフミ』では原本が散逸してしまい本文が存在していない。

| 代   | 竹内文書                                                                          | ウエツフミ                                                                        |
| ---- | --------------------------------------------------------------------------------- | --------------------------------------------------------------------------------- |
| 1代  | 武鵜葺草葺不合身光天津日嗣天日天皇                                                | タケウガヤフキアハセズ                                                            |
| 2代  | 日高日子身光天日天皇軽島彦尊                                                      | 不明                                                                              |
| 3代  | 真白玉輝彦天日天皇                                                                | マシラタママカガヒコ                                                              |
| 4代  | 玉噛尊天津日嗣天日天皇                                                            | タマカミヒコ                                                                      |
| 5代  | 天地明成赤珠彦天日身光天皇                                                        | アメツチアカリナスアカタマヒコ                                                    |
| 6代  | 石鉾歯並執楯天皇天日天皇身光天皇                                                  | イワホコハナメトリタチ                                                            |
| 7代  | 櫛豊媛尊天日身光媛天皇                                                            | クシトヨヒメ                                                                      |
| 8代  | 光徹笑勢媛天皇天日身光媛天皇                                                      | ヒカリトオルワラワセヒメ                                                          |
| 9代  | 千種媛天皇天日身光媛天皇                                                          | チグサヒメ                                                                        |
| 10代 | 千足媛天皇天日身光万国棟梁天皇                                                    | チタラシヒメ                                                                      |
| 11代 | 禍斬剱彦天皇天日身光万国棟梁天皇                                                  | マガキルツルギヒコ                                                                |
| 12代 | 弥広殿作天皇天日身光天皇                                                          | ヤヒロトノツクリヒコ                                                              |
| 13代 | 豊明圀押彦天皇天日身光天皇                                                        | トヨアカリクニオシヒコ                                                            |
| 14代 | 火之進奇猿媛天皇天日身光天皇                                                      | ホノスセリクシマシラヒメ                                                          |
| 15代 | 臼杵天皇天日身光天皇                                                              | ウスキネヒコ                                                                      |
| 16代 | 産門真幸天皇天日身光天皇                                                          | ウブドマサキ                                                                      |
| 17代 | 表照明媛天皇天日身光天皇                                                          | ウワテルアカリヒメ                                                                |
| 18代 | 依細里媛天皇天日身光天皇                                                          | ヨザミサトヒメ                                                                    |
| 19代 | 少名形男彦天皇天日身光天皇                                                        | スクナガタオ                                                                      |
| 20代 | 天津明少名大汝彦天皇天日身光天皇                                                  | アマツミノリスクナオオナヒコ                                                      |
| 21代 | 天饒明立天皇天日身光天皇                                                          | アメニギシアカリタチ                                                              |
| 22代 | 天押開神魂彦天皇天日身光天皇                                                      | アメオシヒラキカムタマヒコ                                                        |
| 23代 | 天饒国饒狭真都国足天皇天日身光天皇                                                | アメニギシクニニギシサマツクニタラシ                                              |
| 24代 | 天饒国饒黒浜彦天皇天日身光天皇                                                    | クロハマヒコ                                                                      |
| 25代 | 富秋足中置天皇天日身光天皇                                                        | トミアキタラシナカオキ                                                            |
| 26代 | 種浙彦天皇天日身光天皇                                                            | タネカシヒコ                                                                      |
| 27代 | 建玉天皇天日身光天皇                                                              | タケタマヒコ                                                                      |
| 28代 | 天之海童楽之雄天皇天日身光天皇                                                    | アメノイソリヱラギノオ                                                            |
| 29代 | 神豊実媛天皇天日身光天皇                                                          | カムトヨミヒメ                                                                    |
| 30代 | 円脊之男天皇天日身光天皇                                                          | マロセノオ                                                                        |
| 31代 | 橘媛天皇天日身光天皇                                                              | タチバナヒメ                                                                      |
| 32代 | 花撰媛天皇天日身光天皇                                                            | ハナヨリヒメ                                                                      |
| 33代 | 清之宮媛天皇天日身光天皇                                                          | スガノミヤヒメ                                                                    |
| 34代 | 八千尾亀之男天皇天日身光天皇                                                      | ヤチオカメオノオ                                                                  |
| 35代 | 花媛天皇天日身光天皇                                                              | ハナヒメ                                                                          |
| 36代 | 若照彦天皇天日身光天皇                                                            | ワカテルヒコ                                                                      |
| 37代 | 松照彦天皇天日身光天皇                                                            | マツテルヒコ                                                                      |
| 38代 | 天津太詞子天皇天日身光天皇                                                        | アマツフトノリトヒコ                                                              |
| 39代 | 神足伊足彦天皇天日身光天皇                                                        | カムタラシイタラシヒコ                                                            |
| 40代 | 神楯媛天皇天日身光天皇                                                            | カムタテヒメ                                                                      |
| 41代 | 神楯広幡八十足彦天皇天日身光天皇                                                  | カムタテヒロハタヤソタラシヒコ                                                    |
| 42代 | 鶴舞媛天皇天日身光天皇                                                            | ツルマヰヒメ                                                                      |
| 43代 | 豊足大御中天皇天日身光天皇                                                        | トヨタラシオオミナカ                                                              |
| 44代 | 大炊気吹天皇天日身光天皇                                                          | オオカシキイブキ                                                                  |
| 45代 | 空津争鳥天皇天日嗣天皇                                                            | ソラツアラソヰカラスタケ                                                          |
| 46代 | 鳥言足清男天皇天日嗣天皇                                                          | カラスコトタリスガオ                                                              |
| 47代 | 大庭足媛天皇天日嗣天皇                                                            | オオニワタラシヒメ                                                                |
| 48代 | 豊津神足別天皇天日嗣天皇                                                          | トヨツカムタラシワケ                                                              |
| 49代 | 豊足彦天皇天日嗣天皇                                                              | トヨタラシヒコ                                                                    |
| 50代 | 神足別国押之女天皇天日嗣天皇                                                      | カムタラシワケクニオシヒメ                                                        |
| 51代 | 国押別神足日天皇天日嗣天皇                                                        | クニオシワケカムタラシ                                                            |
| 52代 | 天津紅之枝玉天皇天日嗣天皇                                                        | アマツホノヱタマヒコ                                                              |
| 53代 | 天開明知国束天皇天日嗣天皇                                                        | アメヒラキアカリシリクニツカ                                                      |
| 54代 | 高天原輝徹国知天皇天日嗣天皇                                                      | タカマノハラカカリトオルクニシリ                                                  |
| 55代 | 天津玉柏彦天皇天日嗣天皇                                                          | 【欠落】アマツタマカシハヒコ？                                                    |
| 56代 | 天津成瀬男天皇天日嗣天皇                                                          | 【欠落】アマツナルセノヲ？                                                        |
| 57代 | 天津照雄之男天皇天日嗣天皇                                                        | 【欠落】アマツテルヲノヲ？                                                        |
| 58代 | 御中主幸玉天皇天日嗣天皇                                                          | 【欠落】ミナカヌシサキタマ？                                                      |
| 59代 | 天地明玉主照天皇天日嗣天皇                                                        | 【欠落】アメツチアカルタマヌシテル？                                              |
| 60代 | 天照櫛豊媛天皇天日嗣天皇                                                          | 【欠落】アマテラスクシトヨヒメ？                                                  |
| 61代 | 豊足日明媛天皇天日嗣天皇                                                          | 【欠落】トヨタラシヒノアカルヒメ？                                                |
| 62代 | 天豊足別彦天皇天日嗣天皇                                                          | 【欠落】アマツトヨタラシワケヒコ？                                                |
| 63代 | 事代国守高彦尊天皇天日嗣天皇                                                      | 【欠落】コトシロクニモリタカヒコ？                                                |
| 64代 | 豊日豊足彦天皇天日嗣天皇                                                          | 【欠落】トヨヒトヨタラシヒコ？                                                    |
| 65代 | 勝勝雄之男天皇天日嗣天皇                                                          | 【欠落】カチカツヲノヲ？                                                          |
| 66代 | 豊柏木幸手男彦天皇天日嗣天皇                                                      | 【欠落】トヨカシハギサチテヲヒコ？                                                |
| 67代 | 春建日媛天皇天日嗣天皇                                                            | 【欠落】ハルタケヒヒメ？                                                          |
| 68代 | 天津日高日子宗像彦天皇天日嗣天皇                                                  | 【欠落】ムナカタヒコ？                                                            |
| 69代 | 神足別豊耡天皇天日嗣天皇                                                          | カムタラシワケトヨスキ                                                            |
| 70代 | 神心伝物部建天皇天日嗣天皇                                                        | カムコロヅテモノベタケ                                                            |
| 71代 | 天照国照日子百日臼杵天皇天日嗣天皇                                                | アマテルクニテルヒコモモカヒウスキ                                                |
| 72代 | 彦五瀬天皇天日嗣天皇                                                              | オオワダツヒコイツセ                                                              |
| 73代 | 狭野尊天日嗣天皇（神倭朝・1代 ）                                                  | カムヤマトイワレヒコ、幼名ヒタカサヌ                                              |
| 74代 | 神大倭大磐余彦火々出見命 （『ウエツフミ』にだけ記述がある、幼名カムヌナガワミミ） | 神大倭大磐余彦火々出見命 （『ウエツフミ』にだけ記述がある、幼名カムヌナガワミミ） |

### 富士宮下文書
宮下文書より
| 代               | 歴代天皇                       | 皇后摂政     | 皇太子   |
| ---------------- | ------------------------------ | ------------ | -------- |
| 1代              | 日子波瀲武言合命               |              |          |
| 2代              | 千穂高王命                     |              |          |
| 3代              | 阿蘇豊玉王命                   |              |          |
| 4代              | 不二田彦王命                   | 佐田比女命   |          |
| 5代              | 佐津田王命                     |              |          |
| 6代              | 津弥彦王命                     | 櫛豊比女命   |          |
| 7代              | 阿知奈王命                     |              |          |
| 8代              | 豊田彦王命                     |              |          |
| 9代              | 宇摩子王命                     |              |          |
| 10代             | 日野光王命                     | 佐弥比女命   |          |
| 11代             | 太武王命                       | 太加比女命   |          |
| 12代             | 武力男王命                     |              |          |
| 13代             | 出見彦王命                     | 彦瀬比女命   |          |
| 14代             | 万天子王命                     | 太瀬比女命   |          |
| 15代             | 奈良田彦王命                   | 屋根比女命   |          |
| 16代             | 佐彦王命                       | 戸志比女命   |          |
| 17代             | 加目男王命                     | 志毛比女命   |          |
| 18代             | 都留彦王命                     | 摩津比女命   |          |
| 19代             | 多加彦王命                     | 波奈比女命   |          |
| 20代             | 加佐田彦王命                   | 奈加比女命   |          |
| 21代             | 登美田男王命                   | 加仁比女命   |          |
| 22代             | 笠砂男王命                     |              |          |
| 23代             | 津奈建王命                     |              |          |
| 24代             | 久真佐彦王命                   |              |          |
| 25代             | 宇佐彦王命                     | 身奈比女命   |          |
| 26代             | 津田彦王命                     |              |          |
| 27代             | 頭長男王命                     | 多美比女命   |          |
| 28代             | 足長彦王命                     | 多真明比女命 |          |
| 29代             | 手身武王命                     | 明知桜比女命 |          |
| 30代             | 山守雄王命                     |              |          |
| 31代             | 佐奈田男王命                   |              |          |
| 32代             | 弥茂作彦王命                   |              |          |
| 33代             | 田仲雄男王命                   |              |          |
| 34代             | 貞仲雄王命                     |              |          |
| 35代             | 田高彦王命                     | 太留美比女命 |          |
| 36代             | 川上男王命                     | 和仁比女命   |          |
| 37代             | 千利武王命                     | 真佐比女命   |          |
| 38代             | 玉弥彦王命                     |              |          |
| 39代             | 津加田彦王命                   | 真江比女命   |          |
| 40代             | 川張雄王命                     |              |          |
| 41代             | 禰利長男王命                   |              |          |
| 42代             | 玉長彦王命                     |              |          |
| 43代             | 波奈長王命                     |              |          |
| 44代             | 照日彦王命                     | 津波気比女命 |          |
| 45代             | 津気男王命                     |              |          |
| 46代             | 種越彦王命                     | 天佐比女命   |          |
| 47代             | 禰仲穂王命                     |              |          |
| 48代             | 津加彦王命                     |              |          |
| 49代             | 真加弥王命                     |              |          |
| 50代             | 岩仲彦王命                     |              |          |
| 51代             | 弥真都男王命                   | 玉照比女命   | 五瀬王命 |
| 大日本国世 ・1代 | 波限建神日本磐余彦火火出見天皇 |              |          |

## ウガヤフキアエズ王朝と関係しているとされる神社
- 北東本宮小室浅間神社 - 宮下文書が伝わる神社。古宮近辺、もしくは神社の流れに連なる不二阿祖山太神宮が在ったとされる場所がウガヤフキアエズ王朝の王都とされている[要出典]。